# Ada E. Yonath
Ada E. Yonath (hebrejsko עדה יונת, rojena Livshitz), izraelska biokemičarka in kristalografinja, nobelovka, * 22. junij 1939, Jeruzalem, britanska Palestina (zdaj Izrael).
Za svoj prispevek k raziskavam atomske zgradbe ribosomov s kristalizacijo je leta 2009 prejela tretjino Nobelove nagrade za kemijo. Nagrado si je enakovredno razdelila z vodji dveh neodvisnih raziskovalnih skupin, ki so skupaj razvozlali zgradbo obeh podenot tega organela, Venkatramanom Ramakrišnanom in Thomasom A. Steitzom, kot prva ženska prejemnica te nagrade po Dorothy Crowfoot Hodgkin leta 1964. Od začetka svoje kariere deluje na Weizmannovem inštitutu za znanost v Rehovotu, kjer vodi enega od raziskovalnih centrov.

## Življenjepis
Rodila se je v Jeruzalemu kot edinka v družini rabina poljskega porekla, ki je z ženo zaradi svojega sionističnega prepričanja emigriral v takratni britanski mandat v Palestini, kjer je nato vodil trgovinico. Družina je bila siromašna in oče ji je umrl, ko je imela 11 let, zato je morala že kot otrok pomagati gospodinjiti. Kljub temu je zaradi nadarjenosti dobila štipendijo za dobro srednjo šolo in po služenju vojaškega roka vpisala študij kemije na Hebrejski univerzi v Jeruzalemu. Tam je diplomirala iz biofizike in nato doktorirala iz rentgenske kristalografije na Weizmannovem inštitutu.
Po tistem se je usposabljala v Združenih državah Amerike, kjer se je usmerila v preučevanje zgradbe zelo velikih molekul. Po vrnitvi je leta 1970 na Weizmannovem inštitutu ustanovila prvi laboratorij za kristalografijo v Izraelu. Konec 1979 je odšla na raziskovalni obisk k H.-G. Wittmannu na Inštitut Maxa Plancka za molekularno genetiko v Berlin, kjer je dobila idejo za svoj osrednji raziskovalni subjekt. Kljub za takratne razmere skoraj nemogočemu izzivu se je lotila zgradbe ribosoma in nato več desetletij postopoma izboljševala tehniko kristalizacije in rentgenskega slikanja te kompleksne molekule iz dveh podenot. Vzporedno je med letoma 1979 in 1984 vodila raziskovalno skupino na Inštitutu Maxa Plancka.
V 1990. letih se je izzivu pridružilo več tujih laboratorijev, zato se je razvila prava tekma za odkritje, ki je dosegla vrhunec v drugi polovici leta 2000, ko je skupina Ramakrišnana z Univerze v Cambridgeu objavila strukturo velike podenote, skupini Ade Yonath in Steitza z Univerze Yale pa neodvisno druga od druge strukturo majhne podenote. Za odkritje, ki je izjemnega pomena za razumevanje delovanja ribosoma in prevajanja genetskih informacij nasploh, je poleg Nobelove nagrade prejela številne druge, med njimi nagrado Louise Gross Horwitz (2005) in Wolfovo nagrado za kemijo (2007).
Z nekdanjim možem ima eno hči. Kot javna intelektualka se občasno izpostavlja kot nasprotnica množičnega zapiranja Palestincev v izraelskih zaporih in zagovornica večje udeležbe žensk v znanosti.